# Renate Behle

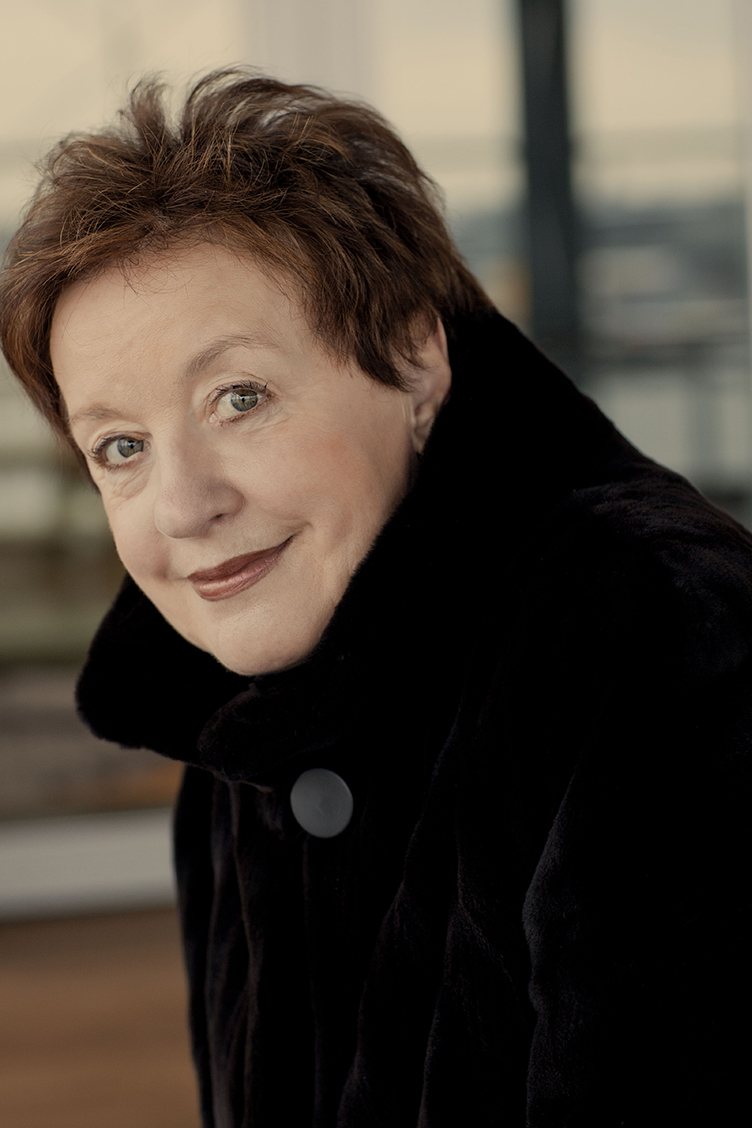
Renate Behle 2010

Renate Behle (* 1945 in Graz, als Renate Summer) ist eine österreichische Opernsängerin (Sopran/Mezzosopran).

## Werdegang
Behle, die in ihrer Geburtsstadt Graz aufwuchs, studierte dort und in Rom insgesamt sechs Jahre Gesang. Parallel zu ihrem Gesangsstudium studierte sie außerdem auf Wunsch ihrer Eltern an der Universität Graz sechs Semester Geschichte und Philosophie. Sie begann ihre Gesangslaufbahn als lyrischer Mezzosopran. Ab 1968 trat sie ihr erstes, zweijähriges Engagement am Badischen Staatstheater Karlsruhe an, an dem sie in zahlreichen Hosenrollen eingesetzt war.
1971 heiratete sie einen Oboisten beim Norddeutschen Rundfunk und nahm nur noch einzelne Gastverträge an: am Theater Klagenfurt (als Dorabella), am Theater Hagen (als Cherubino), in Lissabon (als Gymnasiast in Lulu) und in ihrer Heimatstadt Graz. Um nach der Geburt ihres Sohnes Daniel Behle (Tenor) mehr Zeit für ihre Familie zu haben, wechselte sie 1974 als 1. Alt in den Chor des Norddeutschen Rundfunks. So nahm sie in diesen Jahren nur noch Konzertangebote (Passionen, Liederabende, geistliche Musik) an. Im Opernbereich sang sie konzertant die Judith in Herzog Blaubarts Burg an der Seite von Victor Braun (Blaubart). Im Herbst 1979 folgte die Verpflichtung als Lyrischer Mezzosopran ans Musiktheater im Revier in Gelsenkirchen. Dort sang sie Partien wie Penelope (Il ritorno d’Ulisse in patria), Carmen (Debütrolle), Maddalena (Rigoletto-Neuinszenierung, Spielzeit 1980/81), Olga (Eugen Onegin), Komponist (Ariadne auf Naxos), Hänsel und Rosina (Spielzeit 1981/82), mit der sie auch kurzfristig (Spielzeit 1983/84, für Agnes Baltsa) an der Hamburgischen Staatsoper einsprang.
1982 wurde sie an die Niedersächsische Staatsoper Hannover engagiert, wo sie 15 Jahre Ensemblemitglied blieb. Dort erarbeitete sie sich ein stärker dramatisches Repertoire aus Partien wie u. a. Prinzessin Eboli in Don Carlos (Inszenierung: Jaroslav Chundela), Adalgisa in Norma (an der Seite von Mara Zampieri) und Adriano in Rienzi. Daneben sang sie Carmen, Suzuki (Madama Butterfly), Preziosilla (La forza del destino) und Poppea (L’incoronazione di Poppea). In der Spielzeit 1982/83 sang sie in Hannover die Bianca in einer Neuinszenierung des Einakters Eine florentinische Tragödie. In der Spielzeit 1984/85 sang sie die Polly in einer Inszenierung der  Beggar’s Opera. In der Spielzeit 1987/88 übernahm sie mit „großer Bühnenpräsenz“ und ganz nah am französischen Idiom die Charlotte im Massenet’schen Werther; sie hatte die „genau passende Stimme, einen kernigen, gleichmäßig geführten Mezzo von heller Farbe mit über die Partie hinausgehenden Höhenmöglichkeiten“.
Als Mezzosopranistin gastierte sie u. a. am Musiktheater im Revier in Gelsenkirchen (Juni 1985; als Adriano in Rienzi), am Opernhaus von Bogotá (Juli 1985; als Maddalena in Rigoletto), am Staatstheater Saarbrücken (u. a. in der Spielzeit 1986/87), am Staatstheater Karlsruhe (als Carmen), an der Deutschen Oper am Rhein in Düsseldorf (als Prinz Orlowsky in Die Fledermaus) und am Opernhaus Kiel (ebenfalls als Orlowsky).
1987 wurde sie in Hannover zur Kammersängerin ernannt. Im selben Jahr leitete sie, beginnend mit der zwischen Mezzo und Sopran changierenden Giulietta in Hoffmanns Erzählungen, mit der sie erneut „ihre vorzügliche Eignung für das französische Fach“ bewies, einen Fachwechsel zum Spinto-Sopran ein. Zunächst sang sie in der Spielzeit 1987/88 die Donna Elvira in einer Neuproduktion des Don Giovanni (Premiere: November 1987, Regie: Herbert Kreppel), in der sie ihren „ausdrucksstarken Mezzo wirkungsvoll einsetzte“; anschließend übernahm sie die Agathe in einer Neuinszenierung der Oper Der Freischütz (Regie: Siegfried Schoenbohm, in der sog. „B-Premiere“ im Juni 1988). Ihre erste große Premierenrolle nach „erfolgreich vollzogenem“ Fachwechsel ins lyrisch-dramatische Sopran-Fach war die Maddalena in Andrea Chénier, die sie in der Spielzeit 1988/89 am Staatstheater Hannover erstmals sang; ihre „wunderschön gesungene, auch dramatisch gesteigerte Arie gehörte zu den Höhepunkten“ der Premiere. In der Spielzeit 1989/90 sang sie am Staatstheater Hannover die Rolle der Katerina Ismailowa in einer Neuinszenierung der Oper Lady Macbeth von Mzensk. In der Spielzeit 1990/91 debütierte sie dort als Minnie im Puccini-Spätwerk La fanciulla del West.
Anschließend übernahm zunächst sie Aufgaben des jugendlichen Sopranfachs wie Sieglinde (Die Walküre, Spielzeit 1991/92 in Hannover, als „bewegende“ Sieglinde, die „ihren mezzo-grundierten, in allen Lagen gleichmäßigen Sopran stets klangschön aufleuchten“ ließ, wo sie mit ihrer „aus der Tiefe kommende[n], im Timbre an Jessye Norman erinnernde[n] Stimme“, die auch in den Höhen „kraftvoll und strahlend“ war, einen „furiosen Erfolg“ erzielte), Ariadne und Marschallin. In der Spielzeit 1987/88 hatte sie mit der Sieglinde bereits am Landestheater Detmold (Premiere: Dezember 1987) gastiert, wobei ihre „Stimme keine Wünsche offen“ ließ; sie „krönte ihre wohlklingende Mittellage und Tiefe mit brillanten Spitzentönen“. Im Februar 1990 sang sie in der Berliner Philharmonie „mit strahlendem lyrischen Sopran“, in den sie auch „ihre Mezzo-Vergangenheit im Form warmer, runder Töne einbringen konnte“, die Hauptrolle des Mädchens Hai-tang in einer konzertanten Aufführung der Oper Der Kreidekreis. Im Juli 1990 sang sie in Hamburg mit „ihrem mezzogrundierten, dunkel schimmernden, stets intonationsreinen Sopran“ sowie „mit bewundernswerter vokaler Homogenität und erstaunlichem Elan“ die Rolle der Amazilli in einer konzertanten Aufführung der Oper Jessonda von Louis Spohr. Im Dezember 1991 gastierte Behle als kurzfristige Einspringerin für die absagende Anna Tomowa-Sintow am Badischen Staatstheater Karlsruhe in Ariadne auf Naxos und „war eine fulminant gesungene und intensiv gestaltende Ariadne“. Im Mai 1992 sprang Behle, als Ersatz für Margaret Price, an der Hamburgischen Staatsoper als Ariadne in einer musikalischen Neueinstudierung der Strauss-Oper ein und „bewies mit schlanker Stimmgebung eindrucksvoll“ ihren gelungenen Wechsel ins Sopranfach. Im Mai 1992 gastierte sie auch als Marschallin in Der Rosenkavalier an der Staatsoper Berlin. Im August 1992 folgte in der Hamburger Musikhalle ein Gastspiel als Amme Margaretha in einer konzertanten Aufführung der Oper Genoveva.
Wenig später kamen die großen dramatischen bis hochdramatischen Partien wie Leonore (Fidelio), Isolde und Brünnhilde hinzu. In der Konzertsaison 1991/92 gastierte sie bei der „Konzertanten Oper Hamburg“ als Fidelio, wo sie „diese Frauengestalt mit ihren expansiven Stimmittel[n], ohne aufgesetzte Dramatik, unterstützt von ihrer Gesangskultur, ergreifend auslotete“. Im Sommer 1992 sang sie die Fidelio-Leonore dann auch bei den Savonlinna-Opernfestspielen. In der Spielzeit 1993/94 sang sie am Staatstheater Hannover die Färberin in einer Neu-Produktion der Strauss-Oper Die Frau ohne Schatten (Premiere: September 1993, Inszenierung: Hans-Peter Lehmann) und die Titelrolle in einer Neuinszenierung der Janáček-Oper Katja Kabanova (Premiere: Mai 1994, Inszenierung: Philipp Himmelmann).
Der Durchbruch für ihre internationale Karriere war im Frühjahr 1991, als Behle in der Wiederaufnahme der Produktion von Schostakowitschs Lady Macbeth von Mzensk an der Hamburgischen Staatsoper (Regie: Juri Ljubimow) ab der zweiten Vorstellung in der Titelpartie einsprang; „ihre schöne, in allen Lagen ausgeglichen, immer rund, nie forciert eingesetzte Stimme, die die vokalen Anforderungen problemlos meisterte, erhob die Aufführungen in den Rang des Außergewöhnlichen.“ Sie sang in den folgenden Jahren die Leonore an der Metropolitan Opera, an der Wiener Staatsoper, an der Hamburgischen Staatsoper, an der Dresdner Semperoper und bei den Salzburger Festspielen. In der Spielzeit 1996/97 interpretierte sie die Isolde in Los Angeles an der Seite von Siegfried Jerusalem (Tristan) in einer Inszenierung von David Hockney. Die Isolde sang sie außerdem in Houston (hier unter der Leitung von Christoph Eschenbach), Dresden und bei den Opernfestspielen Savonlinna. Als Salome trat sie an der Mailänder Scala, in Dresden und Buenos Aires auf. Deutsche und italienische Partien gehörten zu ihrem Repertoire, beispielsweise Senta, Sieglinde, Brünnhilde, Ariadne, Marschallin (u. a. in Hamburg unter Christian Thielemann), Chrysothemis (u. a. unter Peter Schneider in München und im Januar 1993 an der Vlaamse Opera; Dirigent: Stefan Soltesz) und Färberin ebenso wie Fanciulla, Tosca und Verdis Lady Macbeth. In der Spielzeit 2001/02 sang Behle die Brünnhilde in Die Walküre an der Oper Köln, die sie in der Regie von Robert Carsen „eher mädchenhaft unschuldig als walkürenhaft dramatisch“ verkörperte; in der Spielzeit 2002/03 folgte im Ring-Zyklus ihre „mädchenhaft gezeichnete“ Siegfried-Brünnhilde. Im Sommer 2003 gastierte sie bei den Savonlinna-Opernfestspielen als Isolde in Tristan und Isolde.
2007 vollzog Behle den Wechsel ins Charakterfach und sang vorwiegend Partien für dramatischen Mezzosopran wie beispielsweise Herodias (Salome) und Klytämnestra (Elektra). In der Spielzeit 2019/20 sang sie an der Deutschen Oper Berlin die alte Buryja in Jenůfa.
Neben ihrem klassischen Repertoire widmete sich Behle der Musik des 20. und 21. Jahrhunderts. Die ersten wesentlichen Aufgaben in diesem Bereich waren die Partie der Régine Raviner in der Deutschen Erstaufführung von Rolf Liebermanns La Forêt (Der Wald) bei den Schwetzinger Festspielen (im Mai 1988; 1989 an der Oper Frankfurt) und die Kassandra in Aribert Reimanns Troades. Eine besonders enge Zusammenarbeit verband sie mit Wolfgang Rihm, von dem sie drei bedeutende Werke zur Uraufführung brachte: Die Eroberung von Mexico (als Montezuma, mit „makellos ausgeglichenem Sopran“ und „traumhaften Vokalisen“, Hamburgische Staatsoper, 1991, unter Ingo Metzmacher), Das Gehege (Bayerische Staatsoper, 2009, unter Kent Nagano) und Penthesilea-Monolog für dramatischen Sopran und Orchester (Theater Basel, 2009/10). Außerdem sang sie die weibliche Hauptpartie in Dukas’ Oper Ariane et Barbe-Bleue in Hamburg (Premiere: November 1997) und New York und die Agaue in Henzes Die Bassariden in Hamburg (Premiere: Spielzeit 1993/94) und München.
Seit 1971 lebt sie in Hamburg. Von 2000 bis 2010 hatte sie die Professur für Gesang an der Hochschule für Musik und Theater in Hamburg inne.

## Einspielungen
Auf CD erschienen:
- Alexander von Zemlinsky: Der Kreidekreis (musikalische Leitung: Stefan Soltesz),
- Louis Spohr: Jessonda (Gerd Albrecht),
- Robert Schumann: Genoveva (Gerd Albrecht),
- Othmar Schoeck: Penthesilea (Mario Venzago)
- Wolfgang Rihm: Die Eroberung von Mexico (Ingo Metzmacher)
- Ludwig van Beethoven: Neunte Sinfonie (Michael Gielen)

Auf DVD erschienen zwei Stuttgarter Inszenierungen mit Renate Behle in Hauptpartien:
- Fidelio (musikalische Leitung: Michael Gielen, Regie: Martin Kušej)
- Die Walküre (Lothar Zagrosek, Christof Nel)